# Бадачин (Салаж)
Бадачин (рум. Bădăcin) насеље је у Румунији у округу Салаж у општини Перичеј. Oпштина се налази на надморској висини од 237 m.

## Становништво
Према подацима из 2002. године у насељу је живело 901 становника.

### Попис2002.
| Расподела становништва по националности 2002.‍ | Расподела становништва по националности 2002.‍ | Расподела становништва по националности 2002.‍ | Расподела становништва по националности 2002.‍ | Расподела становништва по националности 2002.‍ |
| --------------------------------------------- | --------------------------------------------- | --------------------------------------------- | --------------------------------------------- | --------------------------------------------- |
|                                               |                                               |                                               |                                               |                                               |
| Румуни                                        | Румуни                                        |                                               | 819                                           | 91,1%                                         |
| Мађари                                        | Мађари                                        |                                               | 17                                            | 1,9%                                          |
| Роми                                          | Роми                                          |                                               | 63                                            | 7,0%                                          |